# Erigeron azureus
Erigeron azureus là một loài thực vật có hoa trong họ Cúc. Loài này được Regel ex Popov mô tả khoa học đầu tiên năm 1948.